# Lars Edling
Lars Henrik August Edling, född 4 mars 1878 i Svea artilleriregementes församling, Stockholms stad, död 9 mars 1962 i Pjätteryds församling, Kronobergs län, var en svensk läkare.

## Biografi
Edling blev medicine licentiat vid Karolinska institutet 1907, och innehade amanuensbefattningar vid Karolinska institutets patologiska institution, vid Sabbatsbergs sjukhus och Serafimerlasarettets kirurgiska och gynekologiska avdelning 1902-1908. Han blev amanuens vid Serafimerlasarettets röntgeninstitut 1907, assistent och föreståndare för Lunds universitets röntgenlaboratorium 1909, och var föreståndare för röntgenavdelningen vid Malmö allmänna sjukhus 1909-1917. 
Edling blev medicine doktor 1918 och överläkare vid Lunds lasaretts radiologiska avdelning samma år. År 1919 blev han docent i medicinsk radiologi. Hans vetenskapliga produktion faller främst inom den radiologiska terapins område. Bland hans verk märks Studien über Applikationsmethoden in der Radiumtherapie (gradualavhandling, 1918) samt Om den radiologiska behandlingen av kräfta och kräftsjukvårdens organisation i Sverige (1930).